# Agencja Afryka

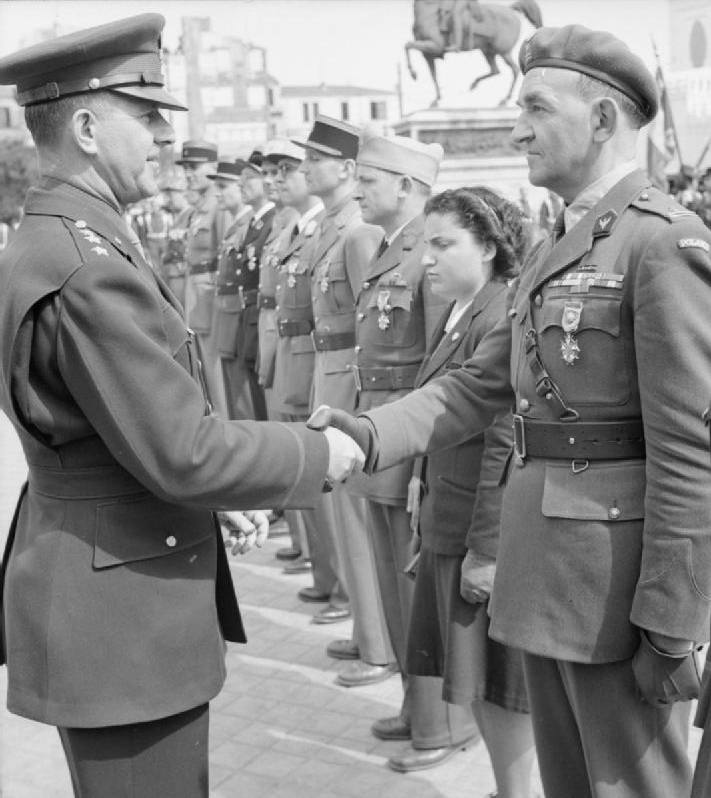
Generał Jacob Devers ściska rękę majora Słowikowskiego po odznaczeniu go orderem Legion of Merit za jego wkład w kampanię w północnej Afryce.

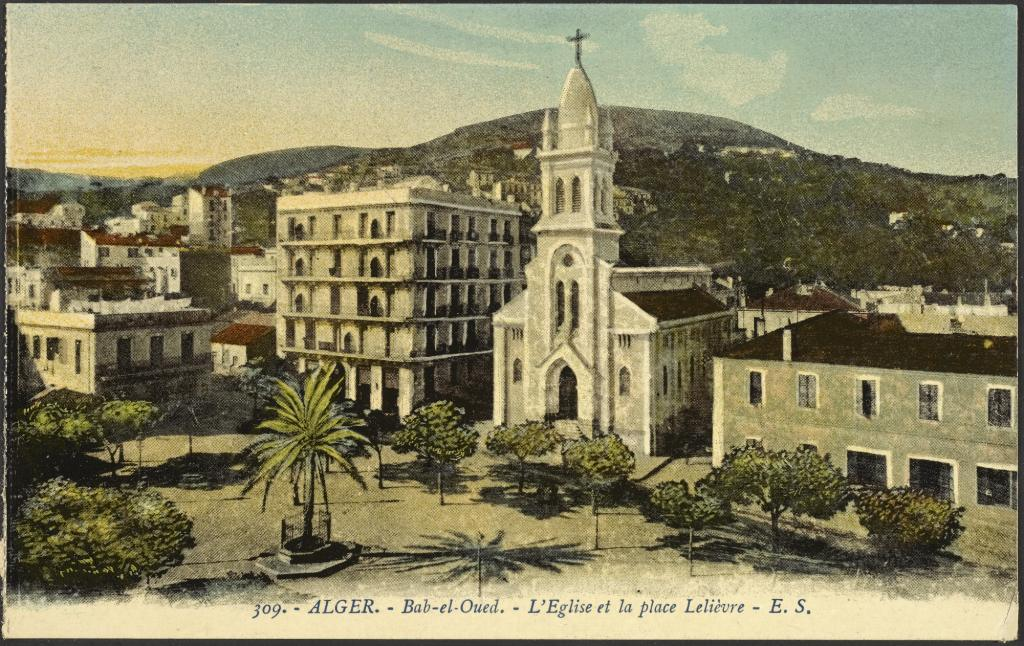
Pocztówka z widokiem kościoła Babel-Qued w Algierze – mieście, gdzie Słowikowski założył centralę Agencji Afryka

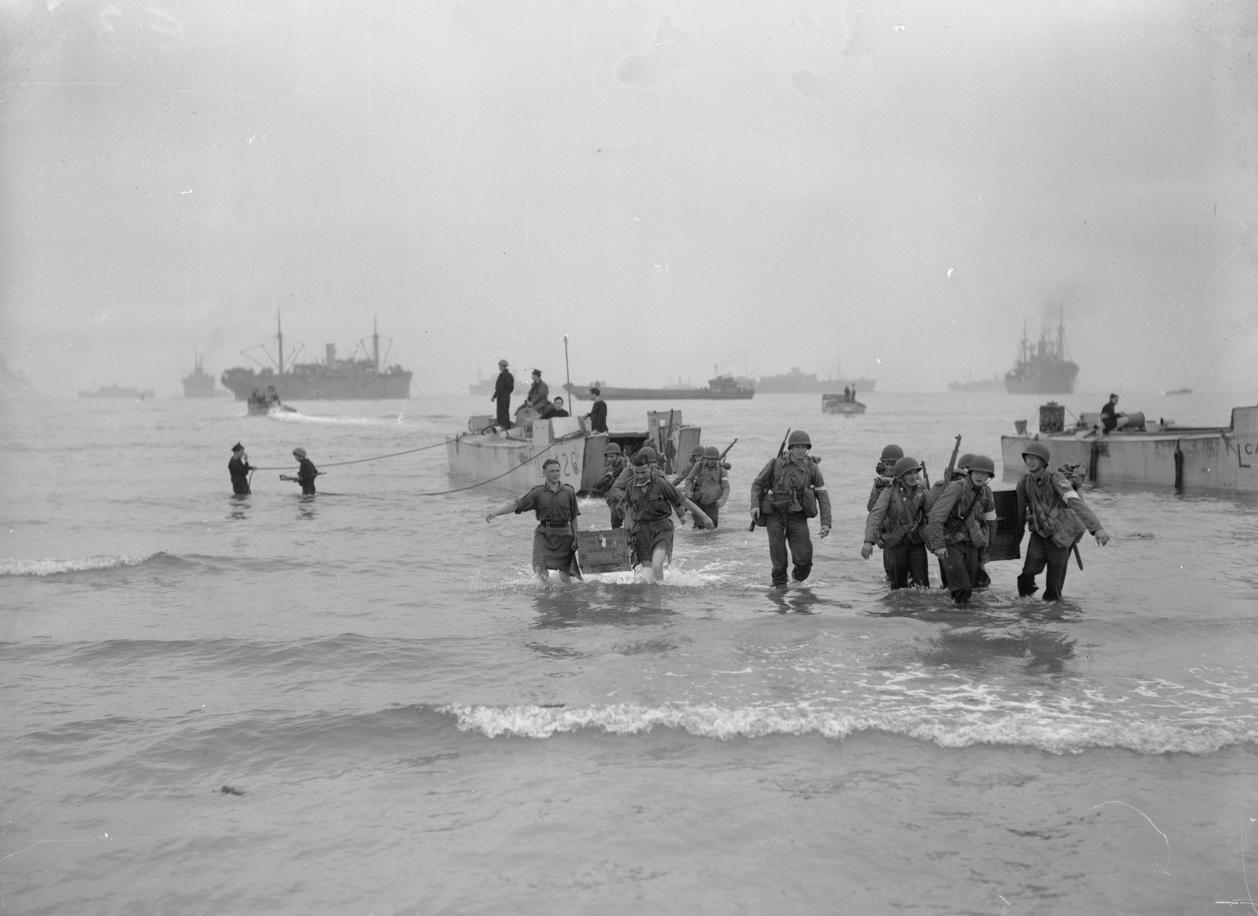
Żołnierze amerykańscy lądują z pokładu barki desantowej LCA, kierując się w kierunku plaż

Agencja Afryka (Ekspozytura Wywiadowcza Afryka Północna) – polska siatka szpiegowska działająca w czasie II wojny światowej na terenie północno-zachodniej Afryki utworzona przez majora polskiego wywiadu wojskowego Mieczysława Słowikowskiego. Pozyskane przez nią informacje posłużyły logistycznemu przygotowaniu brytyjsko-amerykańskiego desantu na Afrykę, znanego jako operacja Torch.

## Historia
W 1941 roku, po sukcesach Afrika Korps w walkach w Libii i Egipcie, oficer Oddziału II Sztabu Generalnego WP Mieczysław Słowikowski „Rygor” otrzymał polecenie udania się do Algierii, będącej wówczas francuską kolonią administrowaną przez rząd Vichy, w celu zorganizowania siatki wywiadowczej. Przykrywka przedsiębiorcy fabryki Floc-Av produkującej płatki owsiane dała mu status społecznej elity i łatwy dostęp do informacji przepływających wśród ludzi zajmującej wysokie pozycje społeczne. Jako właściciel firmy przynoszącej ogromne zyski umożliwił sobie tym samym swobodne, niewzbudzające podejrzeń i umotywowane zawodowo podróże po inwigilowanym rejonie. Zapotrzebowanie na owsiankę było na tamtych terenach olbrzymie – potrzebowało jej wojsko, wędrowała nawet do francuskich obozów jenieckich w Rzeszy. 
Do siatki Słowikowskiego o nazwie „Agencja Afryka” zwerbowano 232 stałych agentów (według raportu jaki major Słowikowski zdał majorowi Pelabon 8 sierpnia 1944 roku w momencie administracyjnej likwidacji siatki). Do pomocy Słowikowski miał kilku polskich oficerów: porucznika Henryka Łubieńskiego (pseudonim Banuls), poruczników Tadeusza Jakiela (Doktor) i Stanisława Rombeyko (Mustafa) oraz majora Maksymiliana Ciężkiego (Maciej), kryptologa z polskiej ekipy Enigma, odpowiedzialnego za łączność radiową z Londynem. Ale niemal cała sieć wywiadowcza, jaką stworzył, składała się z Francuzów. Wśród ludzi Słowikowskiego byli między innymi: Robert Ragache, Michel Kokoczynski, Paul Schmitt, Marcel Dubois, Maxime de Roqueumore, a nawet komisarze miejscowej policji jak André Achiary. Poza pierwszymi rekrutami, większość członków nie była świadoma, że pracowała na rzecz polskiej agencji wywiadowczej. 
Słowikowski przekazywał do Sztabu Naczelnego Wodza w Londynie dokładne opisy ruchów okrętów, portów, lotnisk, umocnień obronnych, specyfikacje okrętów i sił powietrznych, dane na temat obrony przeciwlotniczej, dostarczanych i eksploatowanych surowców, a także niemniej istotne informacje o morale żołnierzy oraz reakcjach i nastrojach ludności łącznie z danymi na temat ruchu oporu. Wywiad brytyjski był pierwszym klientem wywiadu polskiego i korzystał ze zbudowanych przez niego struktur. Po ataku na francuską flotę w algierskim porcie Mers el-Kebir, Brytyjczycy nie cieszyli się popularnością wśród Francuzów zamieszkujących Afrykę Północną i nie mieli własnych agentów w terenie.   
Po przystąpieniu do wojny Stanów Zjednoczonych po ataku na Pearl Harbor, szef Referatu Zachód Wydziału Wywiadu Sztabu Naczelnego Wodza Jan Żychoń spotkał się z szefem tajnych operacji amerykańskich Williamem Donovanem w rezultacie czego agencja Afryka podjęła współpracę również z amerykańskim wywiadem. 15 lipca 1942 Słowikowski spotkał się z pułkownikiem Robertem Solborgiem w obecności Roberta Murphiego. Kolejne spotkania w ambasadzie Stanów Zjednoczonych przy udziale pułkownika William A. Eddy i innych oficerów amerykańskich, miały na celu przygotowanie operacji Torch.
Po operacji Ekspozytura Afryka nie miała już racji bytu i rychło została rozwiązana. 
Po wojnie państwo francuskie uznało dokonania i wkład wojenny polsko-francuskiej siatki, a jej członkowie zostali uznani za kombatantów francuskiego ruchu oporu w ramach Francuskich Sił Zewnętrznych (Forces Française Combattante FFC) pod nazwaniem PSW-AFR Polska Sluzba Wywiadowcza Afryka.

## Film
- W 2010 roku powstał polsko-francuski film dokumentalny w reżyserii Małgorzaty Gago i Bolesława Sulika pt. Powrót do Casablanki, w którym rozważana jest hipoteza, iż Słowikowski to pierwowzór Czecha Laszlo, jednego z bohaterów słynnego filmu Casablanca[4][5][6].